# Décidée (canonnière, 1900)
Pour les autres navires du même nom, voir Décidée (canonnière).
La Décidée était une canonnière de classe Surprise de la Marine nationale française, en service de 1900 à 1922.